# Moták tichomořský
Moták tichomořský (Circus approximans) je dravý pták z čeledi jestřábovití (Accipitridae), který je hojně rozšířen napříč Australasií a jihozápadním Tichomořím, konkrétně v Austrálii, Indonésii, na Fidži, Nové Kaledonii, Novém Zélandu, Papui Nové Guiney, Tonze, Vanuatu a Wallis a Futuna. Jedná se o statného ptáka s úzkým protáhlým tělem. Opeření je většinou tmavě hnědé, spodní část těla je žluto hnědá. Žije samotářsky, i když v zimním období jsou někdy k vidění i stovky jedinců stahující se na společné hřadoviště. Vyhledává otevřenou krajinu s povrchovými vodními toky, často je viděn jak posedává na sloupcích plotů u farmářských polí. Je potravní generalista, živí hlavně mršinami, nezřídka ale i loví menší savce, ryby, žáby, plazy, menší ptáky nebo větší hmyz.
Období rozmnožování začíná koncem podzimu. Motáci jsou v této době silně teritoriální. Samotnému rozmnožování předchází tzv. nebeské tance, během kterých obě pohlaví předvádí lety nahoru a dolů opisující písmeno U či O. Počátkem jara samice klade většinou 3–5 vajec do hnízda postaveného z chrastí a trav. Většinou se nachází v trávě či rákosí, na stromě si hnízdo nestaví. Inkubuje pouze samice po dobu 31–34 dní, zatímco samec pro ni shání potravu. Mláďata se rodí obalena prachovým peřím. Kolem 6.–7. týdne věku se začínají osamostatňovat. Jedná se o hojně rozšířený druh, který aktuálně nic neohrožuje, pročež jej Mezinárodní svaz ochrany přírody hodnotí jako málo dotčený.

## Taxonomie
Motáka mořského poprvé vědecky popsal americký ornitolog Titian Peale v roce 1848. Binomické jméno druhu zní Circus approximans. Circus pochází ze starořeckého kirkos, tedy „kruh“, a odkazuje ke krouživým pohybům motáků v letu, o kterých se zmiňují někteří klasičtí autoři (ti odkazovali k motáku pilichovi). K těmto tzv. „nebeským tancům“ dochází na počátku období rozmnožování. Druhové jméno approximans pochází z latiny a znamená něco jako „připomínající“ [jiné jestřáby].
V maorštině je druh znám jako kāhu, kōrako či kērangi.

## Popis
Moták mořský je statný dravec s protáhlým tělem aerodynamického tvaru. Dosahuje délky kolem 50-60 cm, jeho rozpětí křídel je kolem 120-145 cm. Samec váží kolem 630 g, samice bývá těžší s váhou kolem 850 g.

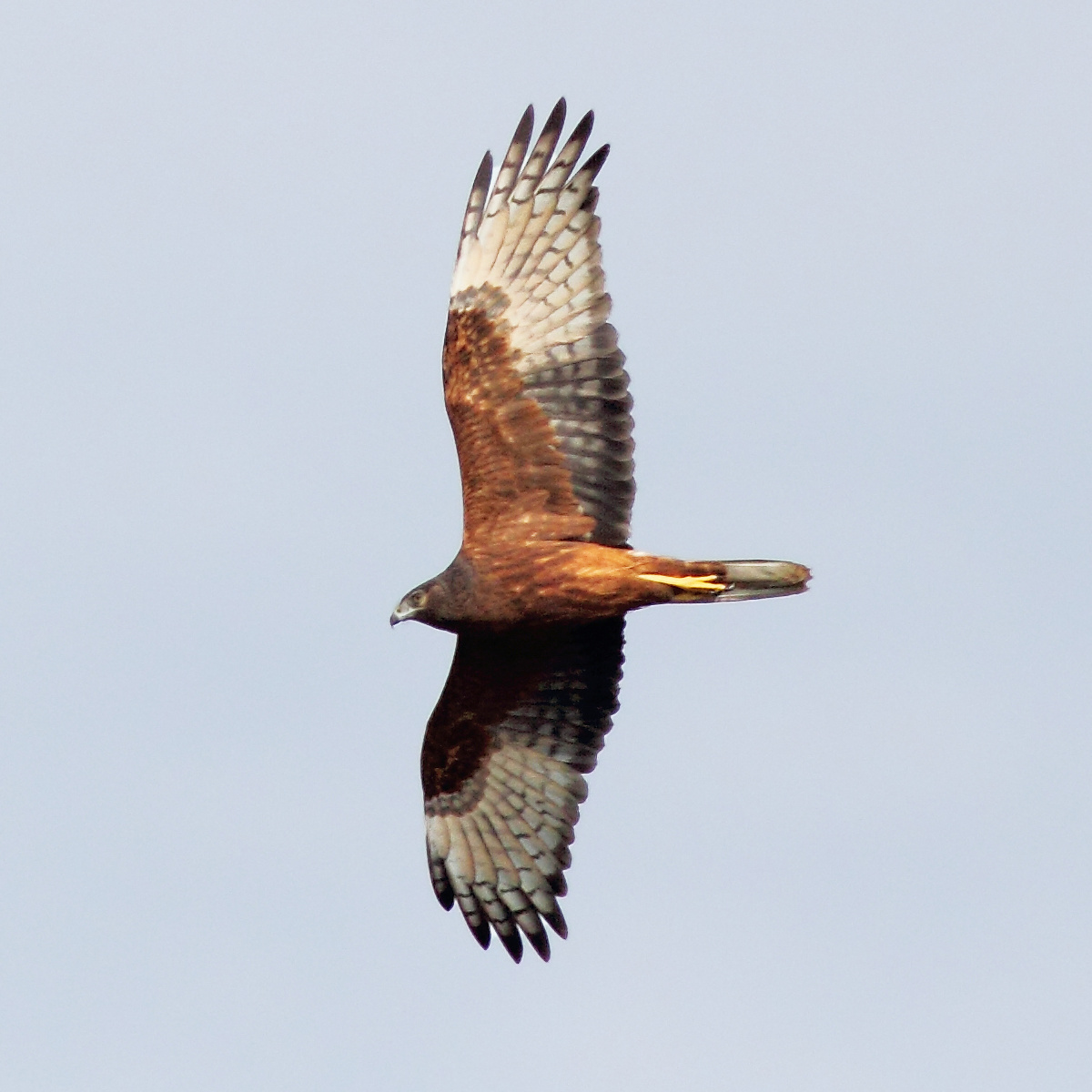
Moták za letu

Opeření je vysoce proměnlivé a může se lišit podle jedince. Obecně se dá říci, že peří je žlutohnědé a s věkem pomalu bledne. Hlava a zadní část těla je tmavě hnědá, stejně jako většina opeření na svrchní straně křídel. Spodní část těla (hruď, břicho, boky) bývají světlejší, žluto až oranžovo-hnědé, někdy až do bledě bílé, s výrazným tmavě hnědým kropením. Oranžovo-hnědý cas s náznaky šedé je dlouhý a na konci zakulacený. Křídla jsou dlouhá a široká, zespodu u těla do rezava, ke koncích do šeda. Oči jsou žluté. Zobák je tmavý se špinavě nažloutlým ozobím. Žluté nohy zakončují ostré černé drápy.
Samice mají oproti samcům výraznější kropení na spodní části těla a jejich opeření bývá o něco tmavší.

### Záměna
V Austrálii může být moták tichomořský zaměněn za imaturního motáka kropenatého, od kterého lze motáky tichomořské rozlišit díky světlejšímu našedavělému ocasu.
Na Novém Zélandu často dochází k záměně s místním endemitem ostřížem novozélandským. Motáka je však až cirka dvakrát větší než ostříž a mívá světlejší zabarvení. V letu se moták vyznačuje máváním křídel a následným klouzavým letem, zatímco ostříž je mnohem rychlejší a obratnější, k čemuž využívá rychlého mávání křídel.

## Biologie a chování

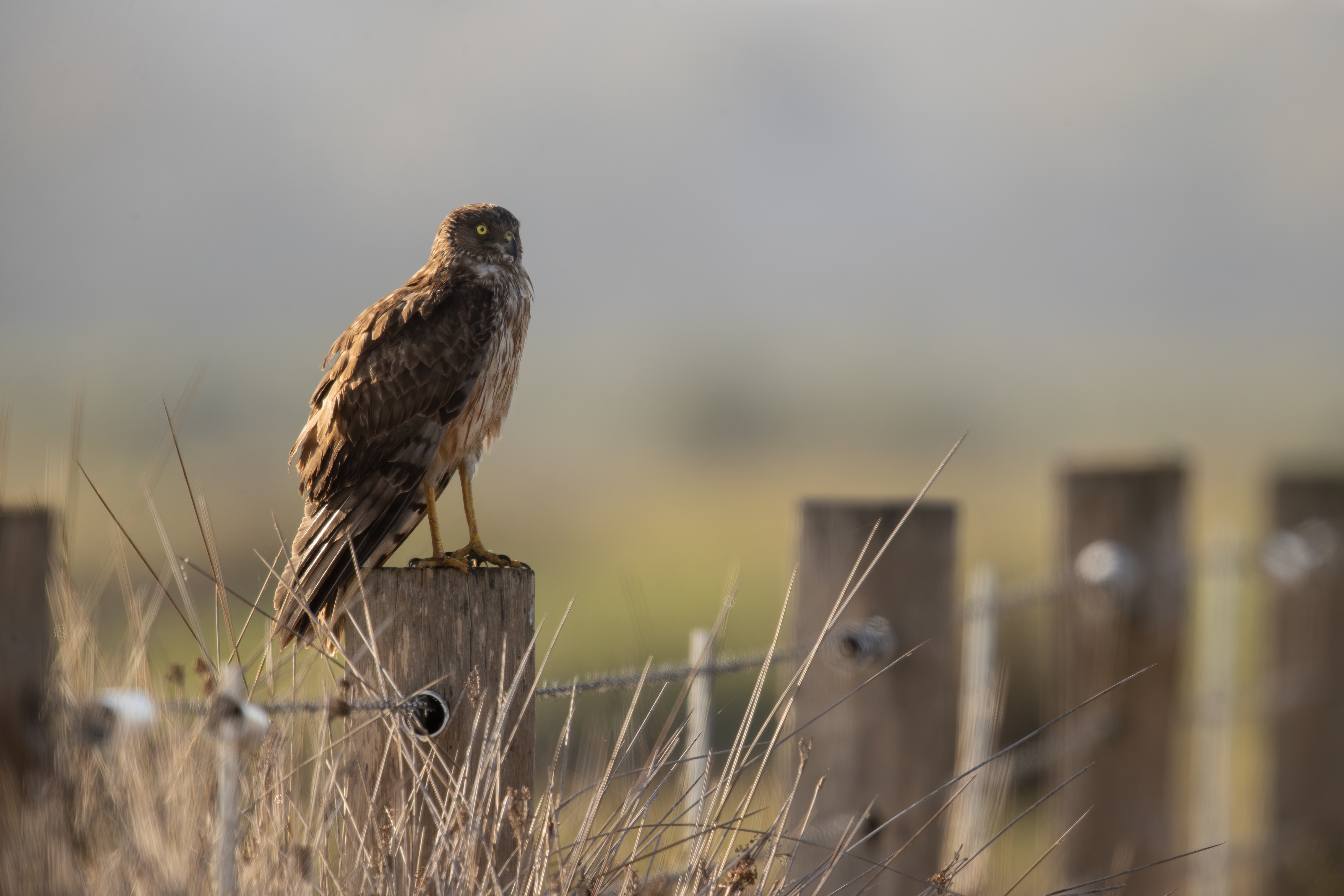
Motáky lze často zahlédnout, jak vysedávají na sloupcích plotů při okrajích farem

Motáci tichomořští jsou relativně samotářští ptáci. Odpočívají, hřadují a krmí se na zemi, občas na nevysokém pařezu či na plošince z chrastí, kterou si staví v rákosí. V době rozmnožování dochází ke hřadování samostatně či v páru, nicméně mimo rozmnožovací období se motáci občas stahují do společných hřadovišť, kde se může vyskytovat i několik stovek motáků. V Austrálii se jedná o migrační druh, avšak na Novém Zélandu k jednoznačné migraci nedochází (nicméně motáci poměrně běžně létají mezi Jižnín a Severním ostrovem).

### Biotop
Obývá širokou škálu biotopů s preferencí k otevřeným plochám s přítomností povrchové vody. Lze jej spatřit na travnatých plochách, mokřadech, bažinách, farmářských pastvinách, v pobřežních i kopečnatých oblastech. Zatímco v Austrálii obývá kopce do 1200 m n. m., na Novém Zélandu byl pozorován i v cca 1700 m n. m. a na Novém Guineji obývá hornaté oblasti až do výše 3800 m n. m. V zalesněných biotopech se nevyskytuje, v křovinatých oblastech už ano. Motákovi vadí i městské oblasti, které rovněž neobývá.

### Vokalizace
Jsou tiší ptáci. Když se projevují, tak krátkým, opakovaným, vysoce položeným kí-o kí-o.

### Potrava

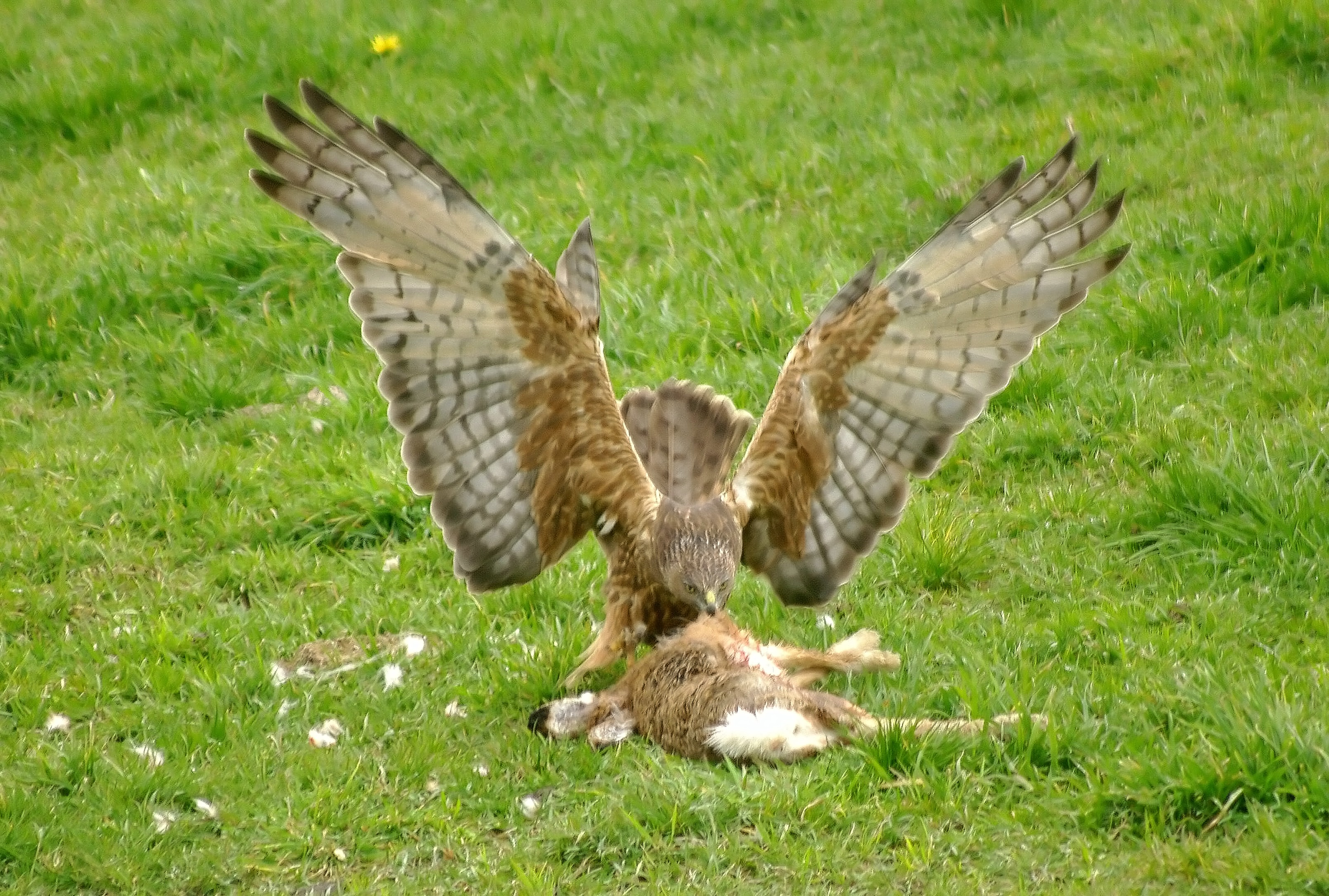
Moták pojídající mrtvého zajíce

Motáci jsou potravní generalisté. Živí se hlavně mršinami všeho druhu. Vedle toho aktivně loví širokou škálu živočichů jako jsou menší savci, žáby, plazi, ryby, větší hmyz i jiní ptáci. Poměrně značnou část potravy motáků tvoří mršiny zvířat zabitých auty.
Podobně jako ostatním dravcům, motákovi tichomořskému k lovení kořisti dobře slouží jeho dlouhé ostré drápy. Těmi se pevně zaryje do své oběti, která má jen málo šancí uniknout. Dlouhé drápy se hodí i k vytáhnutí svých oběti z husté vegetace, takže si motáci nepoškodí peří (např. při lovu jiných ptáků sedících v korunách stromů nebo během lovení králíků v husté trávě motáci doslova zanoří do vegetace své končetiny s drápy). V chytání kořisti hraje důležitou roli moment překvapení - motáci se v krouživých pohybech s občasným lenivým zamáváním křídel pohybují nad kořistí po nějakou dobu, než se náhle a s velkou rychlostí snesou k zemi ve snaze polapit svou oběť. V zobáku sice mají malý zkus, za to je velmi ostrý a hodí se k řezání mršiny nebo těla živočicha.
Mladí jedinci, kteří ještě nemají dostatek sebedůvěry k lovu ze střemhlavého letu, často chytají hmyz přímo za pomoci hbitých nohou.

### Rozmnožování

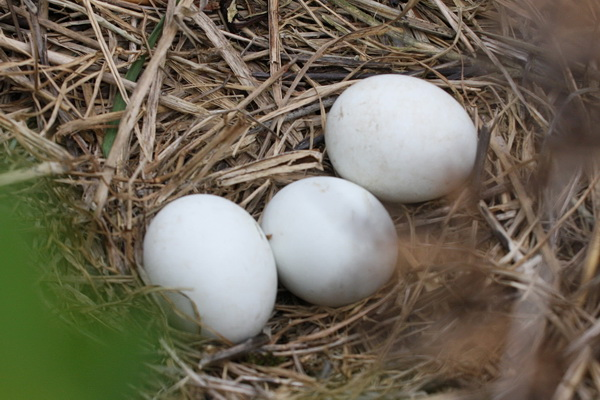
Vejce motáka

Období rozmnožování začíná kolem května až června, kdy samci začínají s vymezováním teritorií. Kolem června až srpna na teritoria dorazí samice, načež započnou namlouvací „nebeské tance“ (sky dance), během kterých samci i samice vystoupají na horkých proudech do vzduchu, načež začnou létat nahoru a dolů, takže kopírují tvar písmene U. Občas ukáží úplnou otočku pomyspným kopírováním tvaru písmene O. Během těchto letů třepotají křídly, různě se přetáčejí a vydávají vysoce položené „kí-o kí-o“. K těmto milostným předehrám často dochází přímo nad hnízdištěm. Někdy dochází k předvádění těchto letů několika motáky najednou. V září až říjnu začíná samice stavět hnízdo z chrastí, klacíků a dostupných trav. Hnízda se nacházejí na zemi v trávě a klestí, někdy v mokřadech. Na stromech pouze výjimečně.
Od září do prosince dochází ke kladení vajec. Snůšku představuje 2–7, nejčastěji 3–5 vajec, které jsou kladeny ve 2–3 denních intervalech. Jejich barva je bledě bílá a rozměry 52×39 mm. V následujících 31–34 dnech dochází k inkubaci. Inkubuje pouze samice, zatímco samec pro ni shání potravu. Samec nepředává samici potravu přímo na hnízdě, ale za letu poblíž hnízda, kdy se samice otočí hřbetem k zemi a přebírá potravu od samce z drápů do drápů. Krmení samice samcem pokračuje i týden až dva po vylíhnutí mláďat, načež samice začne lovit také a společně se samcem začnou shazovat nalezené jídlo do hnízda, kde si ho přeberou mláďata.

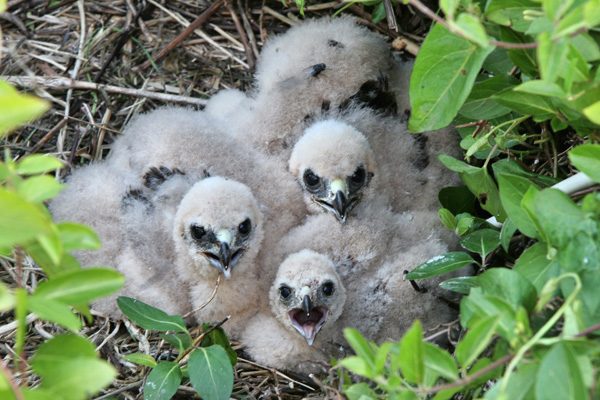
Mláďata na hnízdě

Mláďata jsou po vylíhnutí obalena prachovým peřím. Klubou se postupně v několikadenních intervalech v pořadí, v jakém byla nakladena vejce. V případě, že jim rodiče nedokáží obstarat dostatek jídla, dochází k usmrcení a pozření nejslabšího mláděte jeho sourozenci. Po 4 týdnech jsou mláďata plně opeřená a kolem 6.–7. týdne se začínají osamostatňovat. Absolvují první lety a po další 1–2 týdny se vrací do hnízda za odpočinkem a jídlem, které jim nadále obstarávají rodiče. Poté se plně osamostatňují.
Motáci jsou převážně monogamní, i když případy polygamie, kdy si jeden samec vydržoval dvě samice na dvou teritoriích, byly zaznamenány také. Většina samic se začíná pářit ve druhém roce života (výjimečně už i v prvním), samci se páří ve druhém až třetím roce. Průměrně se dožívá kolem 8 let, nejstarší známý jedinec měl 18 let.

## Rozšíření a populace

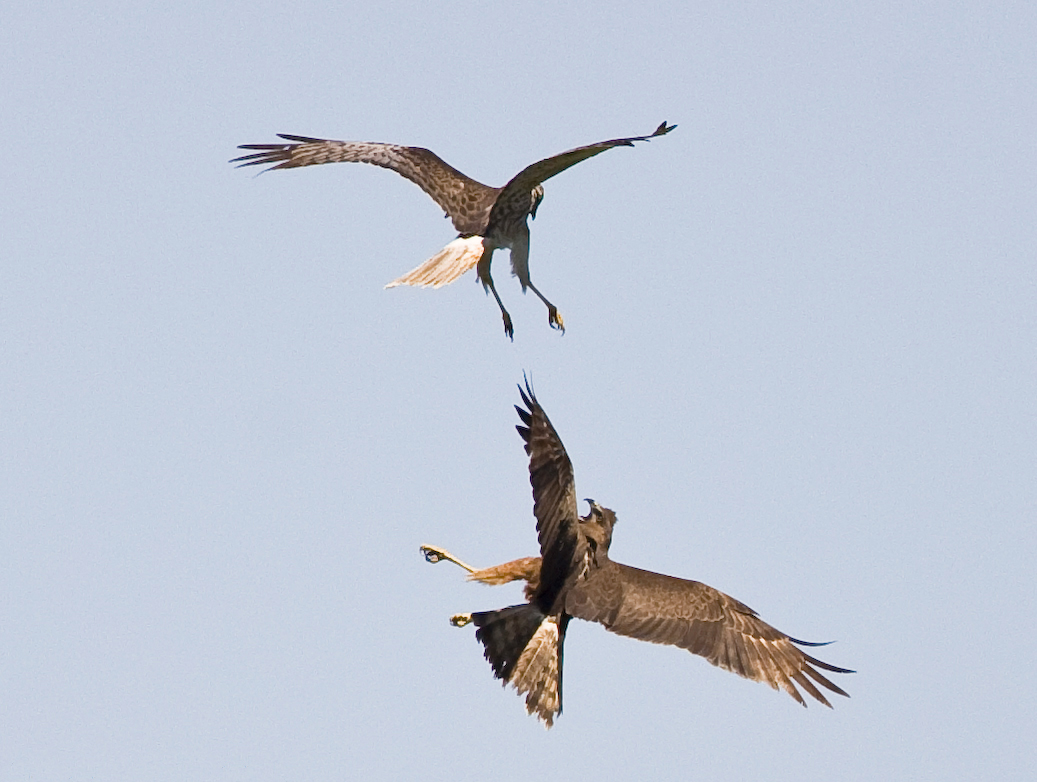
Dva motáci v boji o teritoria

Moták se vyskytuje napříč Australasií a jihozápadním Tichomořím, konkrétně v Austrálii, Indonésii, na Fidži, Nové Kaledonii, Novém Zélandu, Papui Nové Guiney, Tonze, Vanuatu a Wallis a Futuna. V Austrálii jsou motáci částečně migrujícím druhem; k páření dochází k letních měsících v jižní Austrálii a Tasmánii, na zimu táhnou do severních oblastí s mírnějším klimatem. Příležitostně se zatoulají i na subantarktické ostrovy jako jsou Campbellovy ostrovy, Aucklandovy ostrovy, Ostrovy Snares, či na některé z tichomořských ostrovů jako je Samoa či Cookovy ostrovy.

Na Novém Zélandu se jedná o nejběžnějšího dravce. Motáci tichomořští přitom kolonizovali Nový Zéland až někdy po příchodů Polynésanů (konec 13. století). Do té doby byla drtivá většina novozélandských ostrovů zalesněná, což není pro motáky tichomořské vyhovující biotop, a jejich ekologickou niku obýval až čtyřikrát větší, dominantnější a dnes již vyhynulý moták ze stejného rodu Circus teauteensis. Polynésané nedlouho po svém příchodu začali s masivním odlesňováním a nedlouho poté vyhubili všechny moa, primární kořist Circus teauteensis, což patrně spolu s introdukcí psů a lovem těchto velkých motáků nadobro zpečetilo jejich osud. Nicméně se tak vytvořily vhodné podmínky pro motáky tichomořské. S příchodem osadníků evropského původu byli na Nový Zéland zavlečeni nepůvodní králíci a řada druhů nepůvodních ptáků, což nadále podpořilo populaci motáků tichomořských, jelikož jak králíci, tak někteří nepůvodní ptáci tvoří důležitou součást jejich tamějšího jídelníčku. Rozšířili se dokonce tak, že ve 30. a 40. letech 20. století se za zabité motáky vyplácela odměna. S kontrolou králíků v 50. letech se však populace motáků snížila a již je nebylo potřeba odchytávat. Od rolku 1985 jsou na Novém Zélandu chráněni.

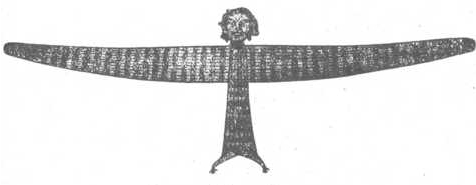
Fotografie z roku 1930 zobrazující maorskou hračku reprezentující motáka tichomořského

IUCN populaci hodnotí jako stabilní bez aktuálních hrozeb, pročež druhu hodnotí jako málo dotčený. Celkovou poulaci je složité odhadnout, pohybuje ze v desítkách tisíc kusů.

## Vztah k lidem
Na Novém Zélandu jsou motáci jediným druhem, který je využíván k sokolnictví. Naproti tomu v Austrálii je nelegální chovat jakéhokoliv dravce, pokud to zrovna není k jeho rehabilitaci (na což je nicméně potřeba zvláštní licence).
V maorské mytologii vystupuje moták tichomořský v příběhu o Māui. Podle této legendy je světlé peří na břichu motáků výsledkem spražení ohněm Mahuiky, maorské bohyně ohně. Moták letící nad vesnicí během maorského kmenového shromáždění byl považován za dobré znamení. Maorové však motáky i lovili pro jejich peří v pastech zvaných wiwia. Peří se používalo k ozdobným účelům, mj. pro pletené košíky zvané kete.